# Butterberg
Der Butterberg ist eine Bezeichnung für die ständige Überproduktion von Butter in Westeuropa seit Ende der 1970er-Jahre bis 2007 aufgrund staatlicher Eingriffe.

## Ursachen
Aufgrund der Unterproduktion der landwirtschaftlichen Betriebe in den 1950er-Jahren wurde eine Subventionspolitik ins Leben gerufen, die den Bauern den Verkauf der meisten Erzeugnisse zu staatlich garantierten Abnahmepreisen ermöglichte, so dass es zu dieser Zeit besonders bei Milch zu faktischen Festpreisen kam, die nur wenig um den jeweiligen Interventionspreis schwankten. Aufgrund dieses Anreizes stieg die Produktion an Getreide, Vieh, Milch und Milcherzeugnissen wie Butter usw. sprunghaft an, bis die Produktion gegen Ende der 1970er-Jahre den Bedarf überstieg. Als Gegenmaßnahme wurde 1984 die Milchquote eingeführt.
In den folgenden Jahrzehnten wurde wesentlich mehr produziert als benötigt. Somit sank der Preis der Waren auf dem Markt, und der Staat kaufte immer mehr überschüssige Ware, die dann gelagert wurde – der so genannte Butterberg. Andere Bezeichnungen für dasselbe Phänomen sind der Milchsee bzw. Milchschwemme für die Überproduktion an Milch und die Fleischberge.

## Weihnachtsbutter
Um die Bestände zu verringern, wurde in der Bundesrepublik Deutschland über mehrere Jahre, zuletzt 1985, im Dezember die so genannte Weihnachtsbutter verkauft. Dies erfolgte auf Anweisung des Bundesernährungsministeriums. Die Butter wurde zunächst (z. B. 1979) um 50 Pfennig, später um 70 Pfennig, pro 250 Gramm günstiger angeboten. Damit sollte der Preis unter der Schwelle von 2 DM bleiben. Die Abgabe war auf vier Pakete je Familie begrenzt. Die 250-Gramm-Pakete trugen die Aufschrift „Molkereibutter aus Interventionsbeständen“. Interventionsbestände sind durch staatlich garantierte Abnahme von Agrarprodukten entstandene Lagerbestände. Die Weihnachtsbutterverkäufe trugen geringer als geplant zum Abbau des Butterberges bei.

## 2007: Ende von Butterberg und Milchsee
2003 lagen in den Interventionslagern der EU 194.000 Tonnen Magermilchpulver und 223.000 Tonnen Butter. 2007 wurde berichtet, dass die Lagerbestände aufgrund einer erhöhten Nachfrage vollständig abgebaut werden konnten.
Von 2014 bis 2019 gab es erneut einen Milchpulverberg von 400.000 Tonnen.